# 半澤直樹第一季第十集
《最後的百倍奉還下跪者是誰！～衝擊的結果！！是友情？還是背叛？》（日语：100倍返しなるか最後に土下座するのは誰だ！～衝撃の結末！！友情か？裏切りか？）是日本TBS電視台周日劇場電視連續劇《半澤直樹》第1季的第10集，也是第一季的最终话。節目於2013年9月22日在日本首播，由福澤克雄執導。在本集中，主角半澤直樹與東京中央銀行董事總經理大和田曉正面對決，最後以大和田曉落敗並下跪道歉結束。
本集的評價主要為正面的，而其平均收視率更達到42.2%，創下了21世紀的日劇收視率新高。

## 劇情
金融廳檢查結束後，半澤直樹（堺雅人飾）便準備利用證據向銀行董事會揭發董事總經理大和田曉（香川照之飾）的惡行，而其中的關鍵證據，田宮電機社長田宮基紀（前川泰之飾）的證詞，則仍然在半澤的友人近藤直弼（瀧藤賢一飾）手中。當近藤獲得了田宮的證詞後，便準備將證詞交給半澤。但是，大和田以調回銀行利作為誘因，誘使近藤銷毀證詞。近藤因為想為家庭著想，所以接納了大和田的條件，背叛了半澤。但後來半澤在劍道場與近藤交戰後，仍然選擇原諒他。
儘管半澤能夠再次向田宮獲取證詞，但這樣做會令近藤被逐出銀行。因此，他便沒有要求田宮給予證詞。之後，半澤決定從融資部次長福山啓次郎（山田純大飾）獲取有用的資訊。他們得知向金融廳揭露疏散資料的人並非大和田，而是能從中獲益的業務統括部長岸川慎吾（森田順平飾）。但是，半澤還沒有足夠證據指證岸川。在窮途末路的時候，其妻子半澤花（上戶彩飾）成功在妻子會從岸川夫人（松居直美飾）口中得知，岸川的女兒將會與金融廳的人結婚。得到這一資訊後，半澤便到達岸川家中質問岸川。在問及結婚事宜時，半澤得知岸川女兒的結婚對象是策劃上次金融廳檢查的主任檢查官黑崎駿一（片岡愛之助飾），因此岸川揭露疏散資料的原因也真相大白。半澤要求岸川在董事會會議上揭露大和田的惡行，否則他會以手上的證據阻撓女兒的婚事，並將銀行職員家屬與金融廳官員聯姻一事公諸於世。岸川因此掙扎於家人的未來和事業的未來之間。
到了董事會會議當天，半澤向董事會各成員揭露了大和田的種種惡行，但被大和田以「證據不足」為由反駁。儘管如此，半澤仍然指出「證據不足」不是一個理由，並開始羅列關於大和田的詳細資料。但大和田仍然堅持自己是清白的。最後，半澤決定讓岸川指證大和田。經過一段時間的掙扎，岸川最終為了女兒婚姻的幸福，決定放棄事業的未來，指證大和田。面對著證據和證人，大和田只好放棄反抗。這時候，半澤命令大和田為被銀行欺壓的小企業下跪請罪，而大和田也只好在半澤面前跪下。
董事會會議結束後，銀行行長中野渡謙（北大路欣也飾）決定僅以剝奪常務職銜但留任董事作為大和田的處分，其目的是考量到因董事會事件而失勢的大和田已經失去威脅性，收攬大和田派系的銀行高層比較符合利益。對半澤的處分，中野渡則在召見他，並親自下達調職命令：將半澤調至東京中央銀行子公司，即東京中央證券公司擔當部長一職。

## 製作
本集的編製為岸田大輔、執行製作為露崎裕之、製作人為伊與田英德與飯田和孝、而助理製作人則為萩原孝昭。本集的拍攝地點相對前集較少，銀行外的外景也只有劍道場四誠館、岸川的公寓、大和田的住宅、以及半澤等人一起喝飲品的丸之內大廈露台。而其他場景都是室內的。值得注意的是，在半澤正要離開董事會會議室時，有工作人員不小心被攝入鏡，並且沒有任何製作人員留意到這一點，因此被播出後才為觀眾所發現。
本集於2013年9月22日在TBS電視台上播放，是《半澤直樹》的第10集，也是整個劇集的結局。TBS電視台表示他們目前還沒有計劃製作任何續作或電影，但可能會製作關於金融廳檢察官黑崎駿一的特別篇，名為《金融廳檢査官 黑崎駿一》。

## 反響

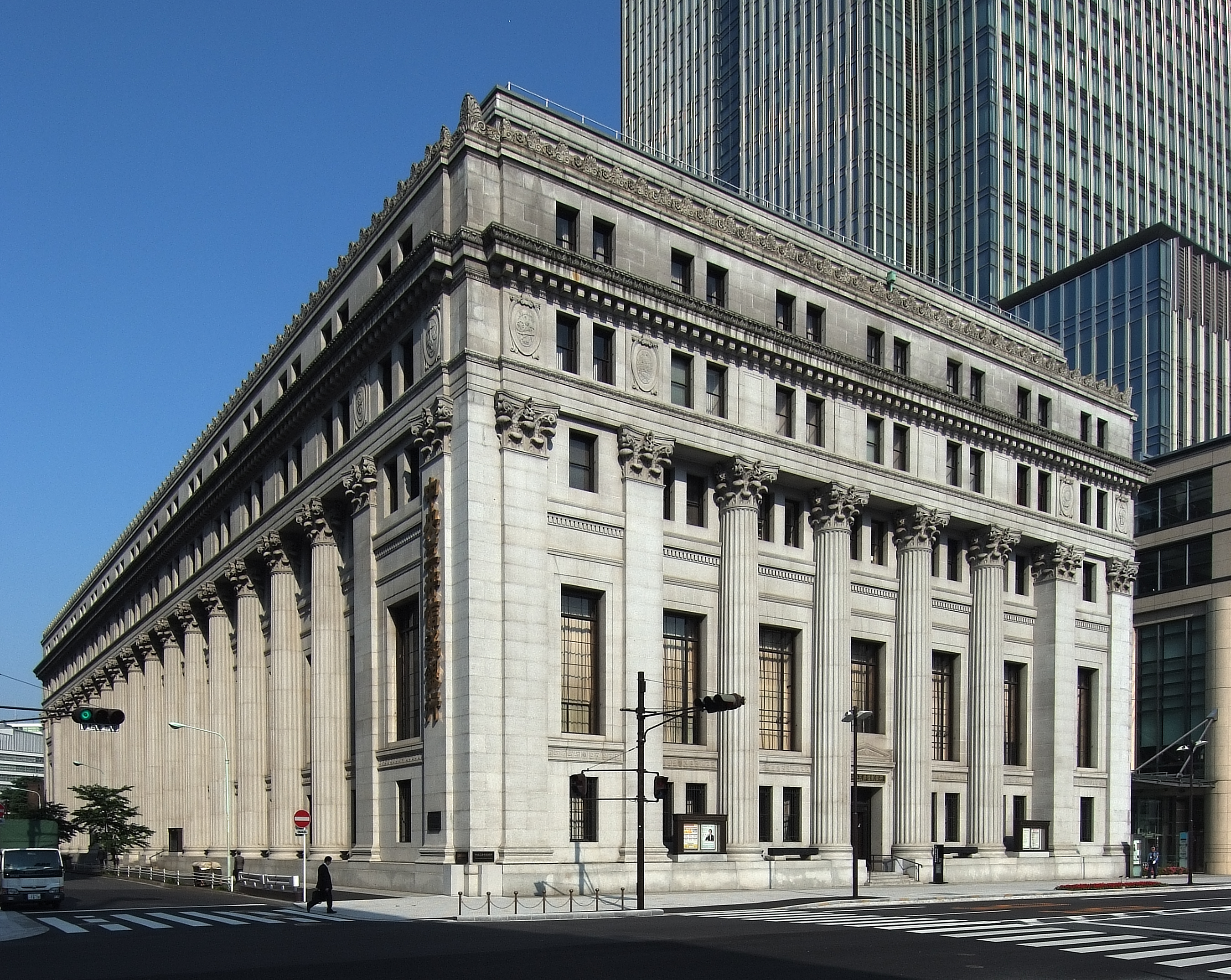
東京中央銀行總行所在地三井本館

在本集播出後，部份觀眾指出結局不錯，而部份觀眾則指出結局讓人大失所望。除此之外，有95%觀眾均表示希望電視台能夠製作續集。另外，還有逾千人發信要求TBS電視台拍攝續集。而TBS就以「目前還沒有計劃」作為回應。雖然本集獲得不錯的評價，但部份經濟學者仍然批評本集。例如池田信夫批評道：「完全不知道哪裡有趣！」
《半澤直樹》的原著小說《我們是泡沫入行組》和《我們是花樣泡沫組》隨著劇集的播出而獲得大量支持者，至今已售出逾170萬套，並額外印刷了120萬套。而最新的第三部《失落一代的逆襲》（ロスジェネの逆襲）則賣出逾50萬本。
隨著《半泽直树》的名聲越來越高，电视台也開始製作周邊商品，其中包括“加倍奉还馒头”。电视台透過在加倍奉还馒头的包装上印上半泽直树的卡片，成功吸引不少顧客。而其他相關的周邊商品合計總營收超過10億日圓。
除了周邊商品，本集的拍攝場境亦吸引了不少遊客參觀。其中包括東京中央銀行總行所在地三井本館、四誠館、丸之內大廈等。部份劇中出現的餐廳也表示其業績增加了一成。
本集播出後，不少來自不同國家及地區的電視台均表示有意購買《半澤直樹》，其中包括將於10月7日首播的台灣緯來日本台和香港無線電視廣播有限公司。

### 收視率
本集的收視率相當高，關東地區的平均收視率和瞬間最高收視率分別達到42.2%和46.7%，而關西地區的平均收視率和瞬間最高收視率則分別達到45.5%和50.4%。本集的收視率亦超越了不少著名日劇的結局，其中包括木村拓哉主演的《美麗人生》（41.3%）、《夢想飛行》（37.6%）、以及松嶋菜菜子主演的《家政婦三田》（40.0%）。本集是自1977年以來關東地區收視率第四高的單集，僅次於1983年的《积木崩塌真相》（45.3%）、1979年的《水戶黃門》第9季（43.7%）和《女人們的忠臣蔵》（42.6%）。本集也是自1977年以來關西地區收視率最高的單集，超越1981年的《水戶黃門》第10季（42.2%）、1987年的《男女七人的秋季物語》（41.6%）和1994年的《冷暖人間》（41%）。
本集創下了多項收視率紀錄。除了上述的關西地區收視率最高的單集外，本集還是21世紀日本收視率最高的一集，亦是平成年間最高收視的一集。
在正式的收視率統計被公佈前，部份日本網民傳本集的收視率超越54.4%，而這個消息是來自Twitter上的一個名為「半澤直樹bot」的用戶發佈的。後來，隨著這個消息的散播，不少傳媒均信以為真，並將之報道。其中包括Yahoo!奇摩新聞、華視新聞頻道和新浪新聞。

## 外部連結
- 半澤直樹 - TBS（页面存档备份，存于）
- 半澤直樹 - TBS點播
- 半澤直樹的X（前Twitter）
- 半澤直樹的Facebook專頁